# 肖恩·阿曼德
肖恩·阿曼德（英語：Sean Armand，1991年8月26日—）為美國男子籃球運動員，大學就讀於愛納大學，2014年投入NBA选秀但落選，之後轉往歐洲發展，2024年1月到中國大陸試訓中国男子篮球职业联赛山东麒麟，1月12日獲球隊註冊，阿曼德共代表山东麒麟出賽七場，場均上場11.6分鐘，貢獻8分、0.9籃板、2.1助攻，於2月5日遭球隊取消註冊。

## 外部連結
- 肖恩·阿曼德在fiba.basketball（英语）
- 肖恩·阿曼德在TBLStat.net（英语）
- 肖恩·阿曼德在VTB聯賽官網（英语）
- 肖恩·阿曼德在Basketball-Reference.com（國際）（英语）
- 肖恩·阿曼德在Sports-Reference.com（NCAA）（英语）
- 肖恩·阿曼德在Eurobasket.com（球員）（英语）
- 肖恩·阿曼德在Proballers（英语）
- 肖恩·阿曼德在RealGM（英语）
- 肖恩·阿曼德在中国篮球数据库